# 튀르키예 공군
튀르키예 공군(튀르키예어: Türk Hava Kuvvetleri)은 튀르키예군에서 항공을 담당하는 공군이다.

## 편성

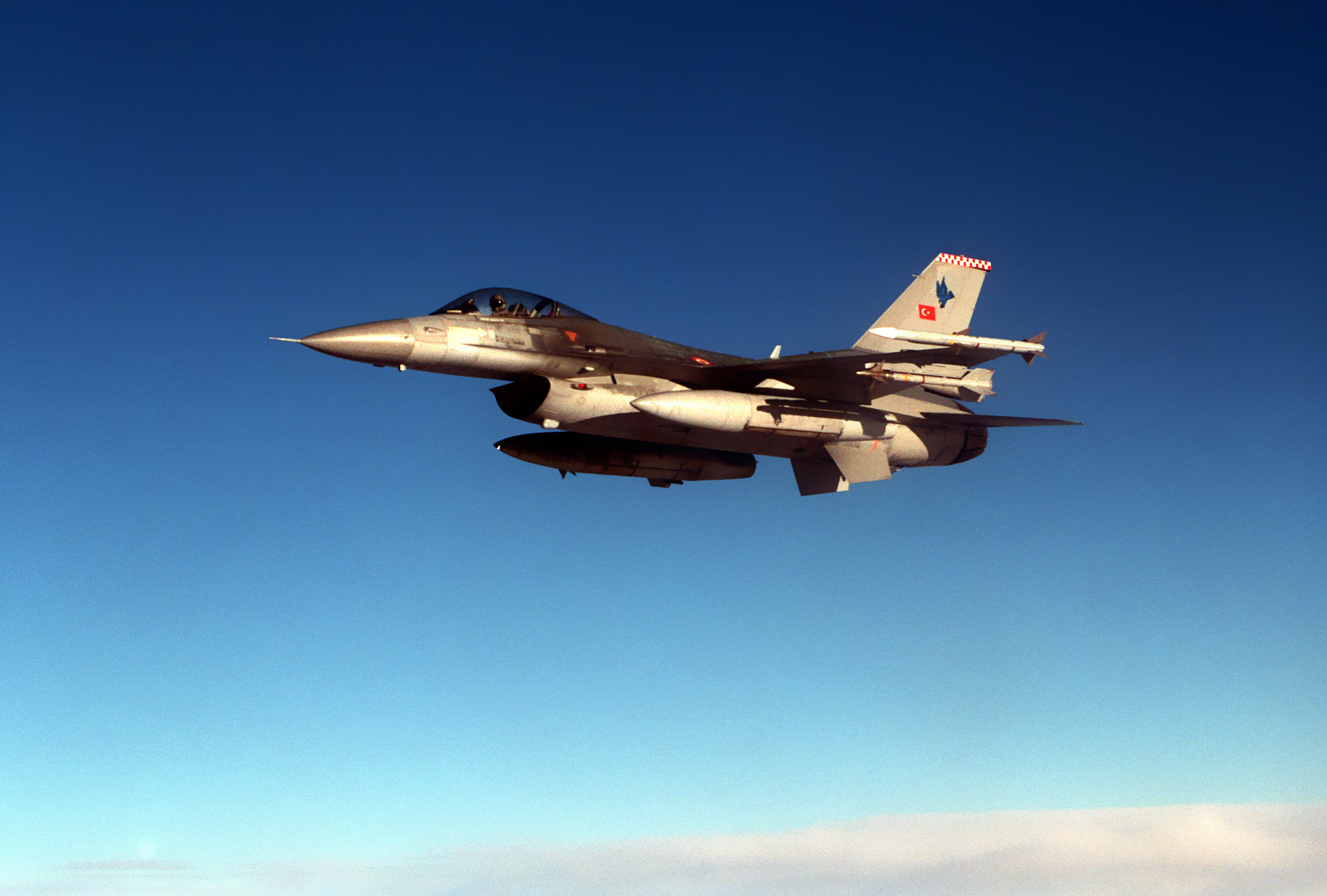
튀르키예 공군의 주력기, F-16. 대한민국이 운용하는 F-16C/D와 같은 129km 탐지거리를 가진 AN/APG-68 레이다를 탑재하고 있다.

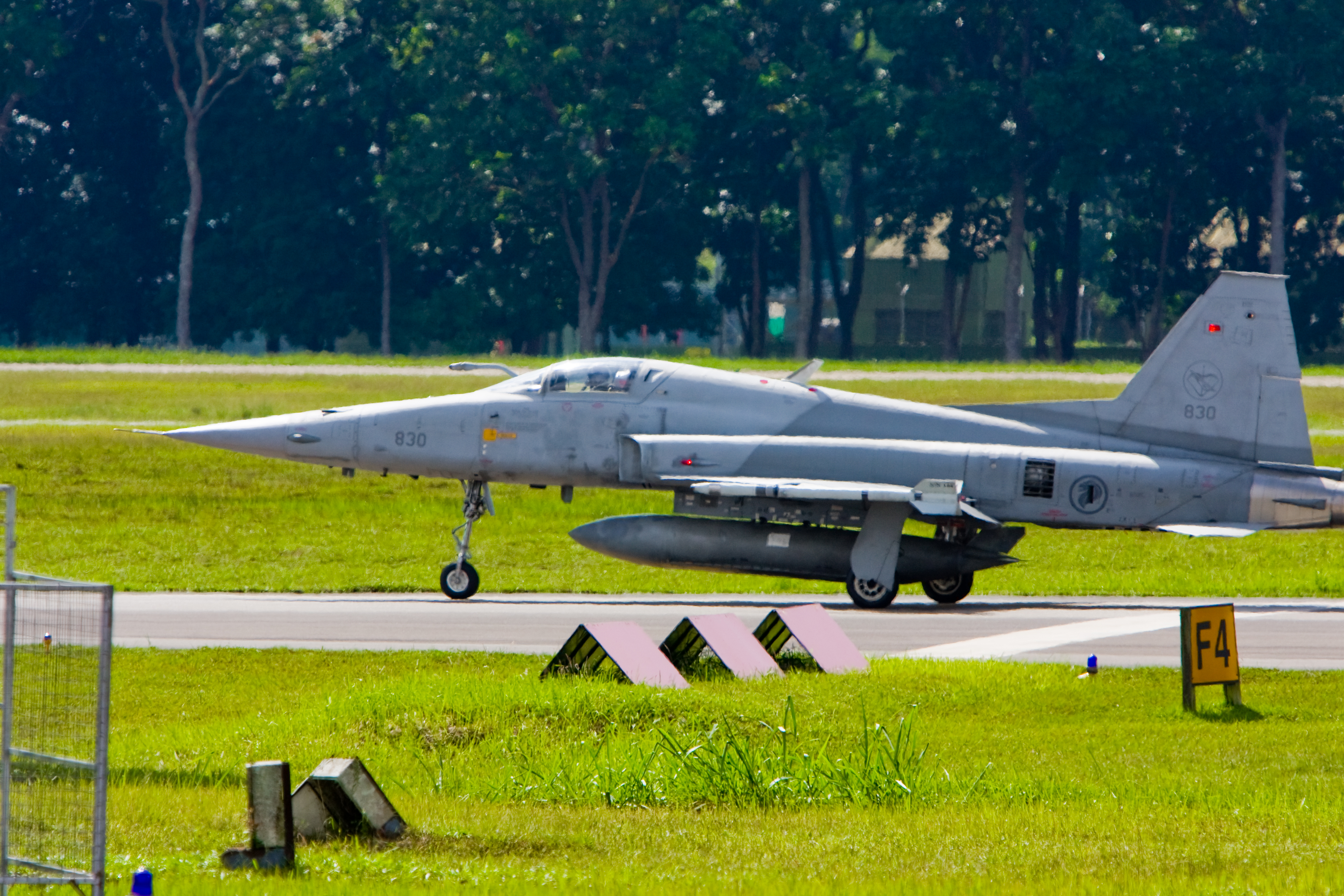
튀르키예 공군의 F-5. 튀르키예는 120대의 F-5 전투기를 운용하고 있어 대한민국 F-5 운용과 상황이 유사하다.

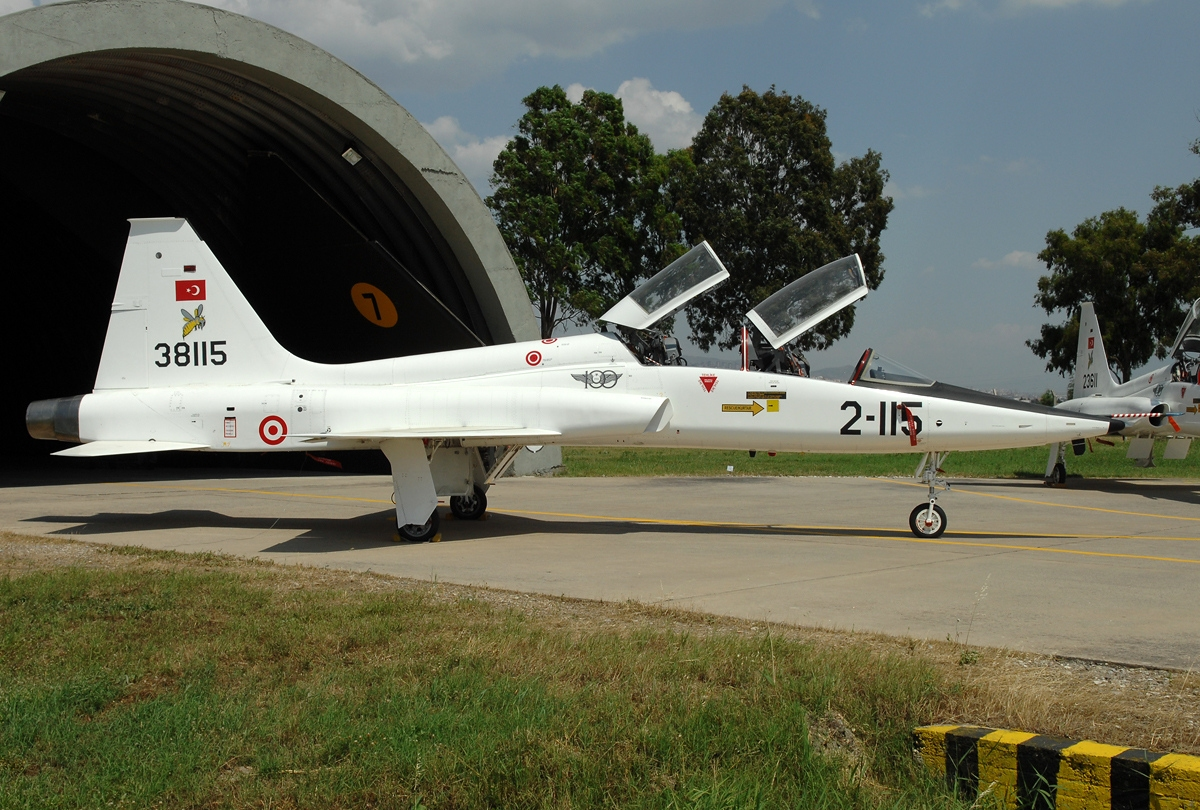
튀르키예의 고등훈련기 T-38. 미국이 개발한 훈련기로 전투기인 F-5와 같은 형상으로서 튀르키예 공군의 대표적인 훈련기다.

앙카라 공군 사령부 아래 다음과 같은 상급 사령부가 놓여있다.
- 제1 전술 공군 사령부 (군단급)
- 제2 전술 공군 사령부 (군단급)
- 항공 보급 사령부 (군단급)
- 항공 교육 사령부 (군단급)

또한 이러한 상급 사령부 아래 다음 전투 부대 등이 배치되어있다.
- 19개 전투 스쿼드론
- 2개의 수송 스쿼드론
- 5개 교육 스쿼드론
- 6개 경계 스쿼드론
- 1개 급유 스쿼드론
- 8개 지대공 미사일 스쿼드론